# Hemistola rubrimargo
Hemistola rubrimargo är en fjärilsart som beskrevs av W. Warren 1893. Hemistola rubrimargo ingår i släktet Hemistola och familjen mätare. Inga underarter finns listade i Catalogue of Life.